# Єгерська вулиця (Севастополь)
Єгерська вулиця (крим. Yeherska soqaq) — вулиця в Нахімовському районі Севастополя, між вулицями Якутською та Пластунською.
Виникла на початку XX століття і названа на честь єгерських полків.